# 周若鹏
周若鹏（1974年—），马来西亚华裔诗人、专栏作家、脱口秀演员，生于吉隆坡，中学就读吉隆坡中华独立中学。1995年赴美国求学，主修电脑科学。作品散见于马来西亚各大报章及個人部落格zhouruopeng.com。现任The Name Technology Sdn. Bhd.执行董事，有店网路书店董事。他的兴趣范围甚广，除写诗以外，喜好表演，诗歌朗诵、魔术、赛车均有所涉。1999年及2008年参与演出动地吟全国巡回诗曲朗唱会，首次结合魔术和诗歌朗诵表演。2009年和共享空间舞团跨界合作，结合朗诵与舞蹈，同台演出。2012年再次参演动地吟；2014年成为动地吟总策划，策划声音的演出首场于2月22日在四合院艺文坊开演；2017年策划动地吟诗剧Gari, Tari... Lari。2023年首次举办个人脱口秀专场【中年维基】。

## 诗集
- 《相思撲滿》，大将出版社1999年。
- 《速读》，大将出版社2008年。
- 《香草》，有人出版社2013年。

## 散文集
- 《突然我是船长》，大将出版社2014年。

## 其他著作
- 《创业菜鸟全攻略》，大将出版社2015年。
- 《声音的演出》，有人出版社2014年。
- 《诗在台上——台北动地吟诗选》，大将出版社2014年。
- 《杂乱有章》，大将出版社2017年。
- 《男人这东西》， 宝瓶文化出版社2017年。
- 《阶段之死》，不忘文创2024年。

## 曾獲奖项
- 2011年大馬相聲藝術原創腳本創作公開賽第一名。[1]
- 2009年海鸥文学奖佳作[2]
- 2001年全國優秀青年詩人獎
- 1999年花踪文学奖新诗佳作[3]

## 演出
- 1999年动地吟全国巡回诗曲朗唱会。
- 2008年动地吟纪念游川。
- 2012年动地吟全国巡回诗曲朗唱会。
- 2017年动地吟诗剧Gari, Tari... Lari。
- 2023年中年维基脱口秀。[4]
- 2024年猛男是如何炼成的脱口秀。[5]

## 轶事
周若鹏常被他人误认为周若涛。其弟周若涛虽也是文坛诗人，然而兄弟二人样貌并不相似。周若鹏常被信件、活动司仪、甚至自己的电脑误称呼为周若涛，而其弟若涛却没受此类问题所困扰。由于受多次被误认，他为此写了数篇短文记录这搞笑现象。

## 資料來源
1. ↑  何国忠：需拥渊博知识 相声艺术充满才华 （页面存档备份，存于），《南洋商报》。
2. ↑  2009年4月30日 海鷗年度文學獎頒獎礼 （页面存档备份，存于），世界华文作家网。
3. ↑  马崙：《新马华文作者风采》，页427。
4. ↑  周若鹏：中年维基脱口秀
5. ↑  .   [2024-06-02]. （原始内容存档于2024-06-02）.
6. ↑  周若鹏. . 周若鹏.   [2022-11-12].
7. ↑  周若鹏. . 周若鹏.   [2022-11-12]. （原始内容存档于2022-12-05）.